# Charles Bossut
Charles Bossut (Tartaras, perto de Rive-de-Gier, 11 de agosto de 1730 – Paris, 14 de janeiro de 1814) foi um matemático francês.
Seu nome está ligado principalmente às experiências que efetuou, na Escola Militar, com Nicolas de Condorcet e Jean le Rond d'Alembert, para determinar a resistência que a água opõe ao movimento dos navios.

## Carreira
Depois de completar seus estudos, Bossut seguiu um caminho na Igreja, tornando-se conhecido como Abbé Charles Bossut.  Ele mergulhou na pesquisa matemática, colaborando com contemporâneos como Jean le Rond d'Alembert, Alexis Clairaut e Charles Étienne Louis Camus. Em 1753, tornou-se correspondente da Academia Francesa de Ciências.
Aos 21 anos, foi nomeado professor de matemática na École du Génie em Mézières, onde melhorou a qualidade do curso e ensinou futuros matemáticos, incluindo Jean-Charles de Borda e Charles-Augustin de Coulomb.
A pesquisa de Bossut em mecânica e resistência ao movimento planetário ganhou o reconhecimento da Academia Francesa de Ciências, resultando em vários prêmios Grand Prix. Ele desempenhou um papel fundamental na orientação da carreira de Gaspard Monge, que mais tarde o sucedeu no Mézières.
Na década de 1760, Bossut escreveu livros didáticos, notadamente Traité élémentaire de mécanique (1763) e Cours complet de mathématiques (1765).  Ele também atuou como examinador em Mézières e mais tarde na École Polytechnique.
Em 1774, Bossut foi nomeado para uma cadeira recém-criada de hidrodinâmica no Louvre, cargo que ocupou até 1780.  Durante esse tempo, ele conduziu experimentos de resistência a fluidos e editou uma edição das obras de Pascal.
Os trabalhos posteriores de Bossut incluem a contribuição para a Encyclopédie méthodique de Diderot e a publicação Mécanique en général (1792) e Essai sur l'histoire générale des mathématiques (1802).  Em seus últimos anos, Bossut tornou-se recluso e permaneceu solteiro. No entanto, ele recebeu elogios de várias academias científicas, incluindo as de Lyon, Toulouse, São Petersburgo, Turim e Bolonha, por suas contribuições à matemática.

## Obras
- uma edição de Blaise Pascal
- Traité élémentaire d'hydrodynamique (1771) mais tarde retrabalhado como Traité théorique et expérimental d'hydrodynamique (1786–87)
- Traité élémentaire de méchanique statique (1772)
- Recherches sur l’équilibre des voûtes, (1778).
- Traité élémentaire de mechanique et de dinamique (em italiano). 1. Pavia: Stamperia del Monastero di S. Salvatore. 1788 Online
- Traité élémentaire de mechanique et de dinamique (em italiano). 2. Pavia: Stamperia del Monastero di S. Salvatore. 1788 Online
- Cours de mathématiques, escrito de forma simples e popular que teve grande sucesso (1781);
- Cours de mathématiques, Paris, F. Didot, Vol. 1, (Aritmética e Álgebra), (1800) Online
- Cours de mathématiques, Paris, F. Didot, Vol. 2, (Geometria e aplicação da álgebra à geometria), (1800), Online
- Histoire générale des mathématiques (1810)
  - Volume 1 Online
  - Volume 2 Online

Escreveu partes da Encyclopédie sobre matemática com Jean le Rond d'Alembert.